# Раротонга
Раротонга (англ. Rarotonga) — остров в Тихом океане, самый большой из островов Кука.
На Раротонга расположены здание Парламента Островов Кука и международный аэропорт.

## География

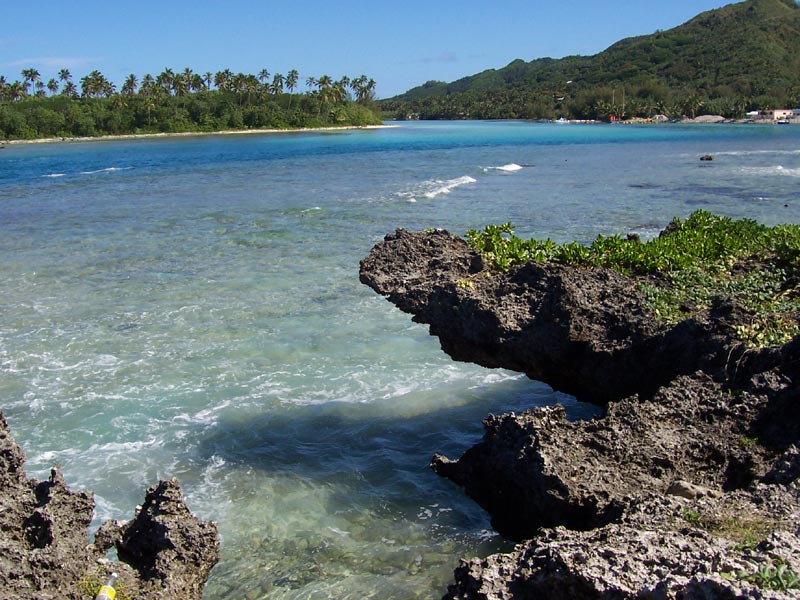
Побережье острова

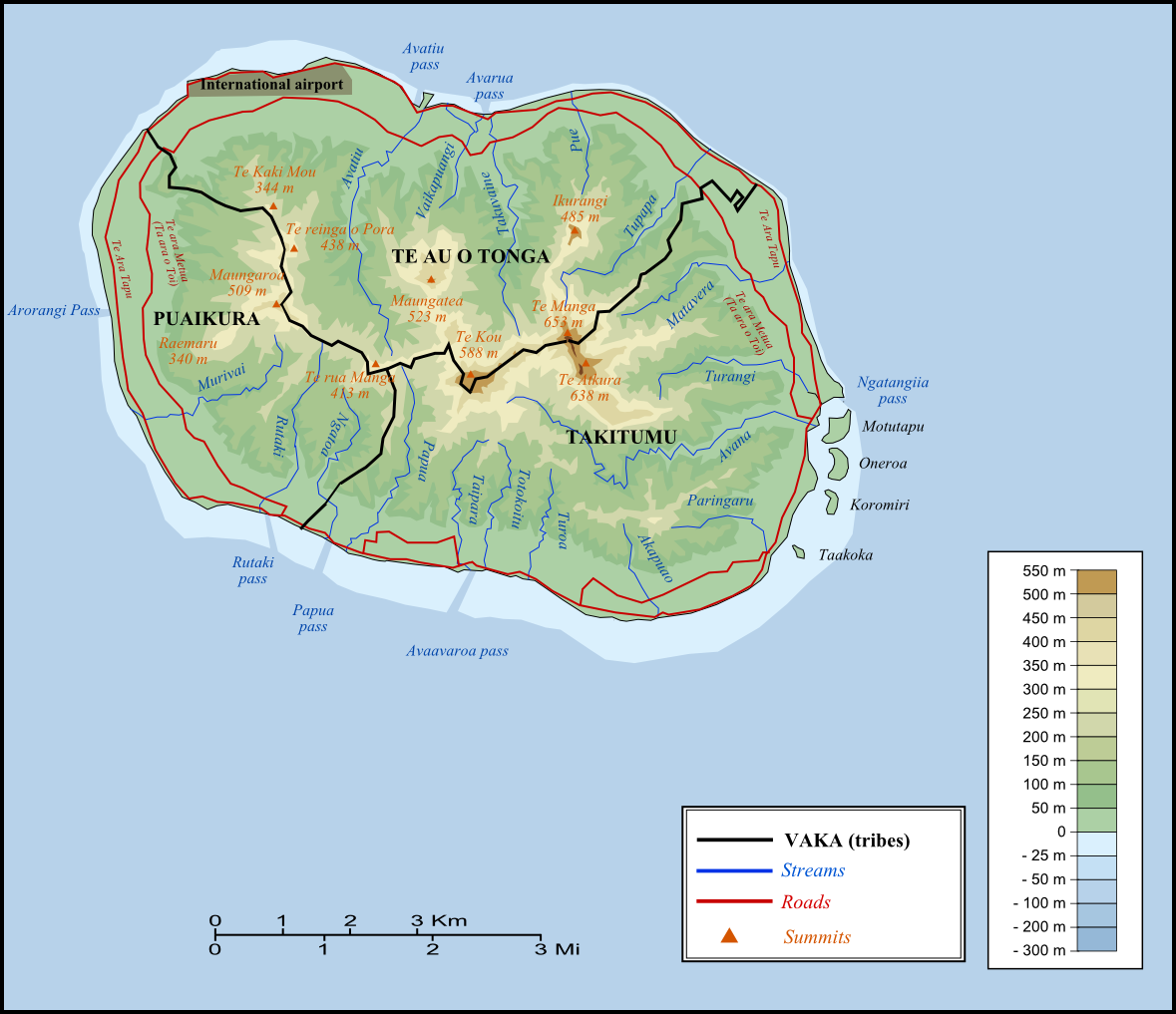
Топографическая карта острова Раротонга

По происхождению является поднятым ядерным атоллом с гипертрофированным внутренним вулканическим массивом.

## Население
Согласно переписи 2011 года на Раротонга проживает 10 572 из 14 974 человек общего населения Островов Кука.
Расположенный на северном побережье город Аваруа является столицей и самым большим населенным пунктом островов.

## Административное деление
Раротонга состоит из трех районов, соответствующих территориям племен (вака) Те Ау О Тонга, Такитуми и Пуаикира. Однако их самоуправление было в очередной раз отменено в 2008 году.

## Туризм
Раротонга является очень популярным туристическим направлением с большим количеством курортов, отелей и мотелей.

## Известные уроженцы и жители
- Апенера Шорт (1916-2011) — представитель королевы Великобритании на Островах Кука (1990—2000).